# Догони
Догони или Дого како себе зову живе у Малију. Баве се земљорадњом, сточарством и делимично ловом. Живе у изолованом реноу платоа Бандиагaра. По предању, Догони су у те области дошли под притиском таласа исламизације. Догови су вековима успели да сачувају своју културу, без обзира на европски утицај и близину Томбуктуа, старог центра исламизације Судана. Подизали су своја насеља на недоступним местима, на стенама, што је представљало врсту утврђења. 
Догони су најбоље проучен народ у Африци захваљујући радовима Марсела Гриола, Гермен Дитерлен и Дениз Полм и експедицији у области Бандиагара. 
Основу социјалне организације Догона чини велика породица на чијем челу је њен најстарији члан. Власт припада Савету старешина на челу са религиозним вођом огоном. У сваком селу налази се неколико „Великих домова” у којима се налазе олтари предака. Села су аутономна, а симбол јединства Догона су велики религиозни празници Сиги који се одржавају једном у шездесет година. Централно место у религиозним церемонијама заузимају ритуалне маске. У својим церемонијама Догони користе 80 различитих врста маски.
Анализирајући митове и ритуале Догова Марсел Гриол је дошао до закључка да се поглед на свет Догона заснива на представама о амбивалентности, а такође и о материјалном и духовном двојству људске природе. То је изражено у опозицијама: живот-смрт, поредак-хаос, влага-суша и другим. Амбивалентност женског, емоционално-осећајног, и мушког, рационалног начела изражава се истовремено у постојећим позитивним и негативним аспектима сваког члана те опозиције. У социјалном смислу изражава се припадност: тотемској групи, узрасној групи, очевом и мајчином роду. На религиозном плану та четири аспекта симболички су изражена у култовима: Бину (тотем), Лебе (мајка-земља), Ама (бог-отац) и Јуругу (митски лик који симболизује хаос). У пантеону Догона њему је супротстављен Номо који симболизује поредак, социјални аспект човекове личности, победу живота над смрћу. 

## Телем
Одакле су Догони дошли није познато. Постоји неколико верзија усменог предања по којима су Догони досељени из области данашње Мауританије или са југозапада из земље Манде. Дошавши у област Бандиагаре, Догони су затекли становнике које су назвали Телем, што на њиховом језику значи „нашли смо их”. О овом стариначком становништву Догони су имали невероватне приче: тврдили су да су то била натприродна бића која су за време великих суша могла да одлете на небо и тамо начине отворе како би пала киша. Да би се утврдиле чињенице о прошлости Догона и о ранијим становницима области Бандиагара, једна експедиција холандских археолога и других научника предузела је опсежна истраживања током шездесетих и седамдесетих година двадесетог века. У намери да установе идентитет Телема и одреде њихову везу са Догонима, научници су се користили археолошким истраживањима пећина, биолошким истраживањима људских скелета нађених у пећинама, као и биолошких истраживања живих становника ове области. Истовремено су извршена детаљна етнолошка проучавања Догона.
Најстарије културне остатке нашли су кањону Толој у близини Санге, где је у једној пећини откривено четрдесет остава-амбара саграђених од сушених земљаних свитака. Површина ових грађевина била је украшена цртежима и отисцима прстију. Датирање пронађених културних остатака из ових остава је показало да култура Толој потиче из 2. и 3. века пре нове ере. Установљено је такође, да је култура народа Телем из много каснијег периода, односно из времена од 11. до 15. века. Пећине нису коришћене као стална станишта, како се то помиње у догонском предању, изузев можда као привремена склоништа за време рата. Утврђено је такође да се скелети Телема разликују од посмртних остатака Догона, што је коначно потврдило претпоставку да Догони нису потомци народа Телем. Детаљним и обимним истраживањима која су извршили холандски стручњаци установљено је да је култура Телем у области Бандиагара постојала од 11. до 15. века и да је нагло ишчезла.

## Уметност
Догонска уметност је исто толико индивидуалистичка колико и само племе, и у том смислу чини једну од особености у афричкој уметности. Најстарија група скулптура, за коју се претпоставља да је у истом стилу израђивања пре више од две стотине година, јесте скулптура позната под именом телем. Рађена је од дрвета пепељасто сиве или црвенкасте боје. Одликује се изузетно динамичном позом са подигнутим рукама, што има значење молбе за кишу, односно за плодност. Понекад је у клечећем положају. Најчешће представља жену, али понекад и хермафродита. Ове скулптуре су претежно чуване у амбарима, где су им приношене жртве, али се такође налазе и у гробовима. Представе са подигнутим рукама налазе се и на многим ритуалним предметима, а особито на вратима амбара. Фигуре предака су више статичне и геометријске, са оштрим угластим облицима који иду до апстракције. Приписује је им се изузетна плодоносна моћ. Када неки од угледних чланова умре, његово тело се држи извесно време у пећини-светилишту поред саме статуе.

### Маске и митологија
Полазећи од одређења маске као знака са три битна елемента: садржаја, израза и значења, анализа маски Догона садржала би одређивање и дешифровање елемената које једна маска садржи да би се боље схватила њена функција у друштву. Маске имају два композициона дела: део маске који покрива лице и онај који се наставља по вертикали. Стил Догона одликује се правоугаоним формама. Маске Догона су, по правилу, антропоморфне, допуњене цртама различитих животиња (антилопе, хијене, мајмуна). Најраспрострањенији облик је маска ''Канага''. Лице маске је пљоснато, са отворима за очи, подељено по вертикали танком преградом носа. Маска ''Сириге'' направљена је од дрвета. Лице маске је антропоморфно. Изнад лица маске налази се део висок три до пет метара који симболизује кућу религиозног вође огона. Маска је украшена геометријским формама које одеажавају космогонијске представе Догона. Горњи део маске окренут је према истоку или западу, чиме се симболично приказује дневно кретање сунца. Маска „девојке” Фулбе направљена је од каури шкољки. Саставни део маске чине женске груди које су направљене од плодова баобаба и оивичене каури шкољкама. Ову маску носе мушкарци у обредима у којима желе да неутрализују животну снагу својих непријатеља Фулбе.
Припремама за за ритуалне игре под маскама (или имину како се оне зову код Догона) и њиховим правилним извођењима управљали су људи средњег доба старости имина гиру. Сваки члан удружења и учесник игара старао се о својој маски и целокупном оделу које је користио за време игре. Многи су израђивали маске сами, али су такође могли дати да им одређену маску изради неко од рођака или познатих резбара који је могао живети и у веома удаљеном насељу. Као резултат тога, догонске маске могу бити различитог уметничког квалитета. Осим у погребним свечаностима посвећеним прецима, ритуалне игре под маскама одржаване су у прошлости и у другим приликама, а особито за време сетвених свечаности, када су духовне силе требале да омогуће плодност земље, сигурну и плодоносну жетву. у новије време, повремено се у ритуалним играма, као и у представама за странце,појављују нове маске које представљају нове личности или предмете, као на пример полицајац или туриста, бицикли и аутомобили. За Догоне, маска која није обојена, или ако се пре ритуала поново не обоји, представља обично парче дрвета, лишено живота и праве вредности. Веома често се основна објашњења за животињске маске своде на приче или басне о заштити ловца, и заснивају се на веровању да се животна снага ослобођена смрћу животиње, коју ловац убије, може осветити ловцу и нанети многе невоље, како њему, тако и његовим сродницима. Због тога је маска која представља животињу, средство које може да привуче и прихвати душу убијене животиње и да је смири. Ритуалне игре под маскама, као и све друге значајне догађаје, обреде и ритуале, објављују и прате бубњеви. Они имају посебну улогу и значај за живот заједнице исто као и за важне догађаје у животу сваког човека. Бубњевима се одаје почаст. Догони кажу: Маска иде према бубњу. Ритам бубњева за Догоне има јасно значење. Његов звук је првобитни звук објаве, он је ритам космоса, ритам живота. Један од најважнијих музичких инструмената, особито у вези са посмртним ритуалима, а и у вези са маскама је бивољи рикач и то пре свега због симболике звука који производи. То је овална дашчица са рупом на једном крају кроз коју се провлачи и везује дугачак конопац помоћу кога се дашчица заврти и окреће. За Догоне, рикачи су језици који говоре и они су сведоци појаве смрти на земљи. Његов звук је говор умрлог. Због тога глас рикача, у ноћи погребних свечаности изазива велико узбуђење и страх. Он прати појаву велике маске и назива се истим именом као и маска, односно мајка маски, имина на.

### Мит о постанку
По миту врховни бог Ама створио је Сунце и Месец. Ама је затим у свемир бацио глинене куглике од кујих су настале звезде. Од грумена иловаче Ама је направио Земљу и са њом хтео да се сједини. На путу се испречио црвени термитњак који је Ама пресекао али спајање није било потпуно. Земља је уместо близанаца, који би настали у нормалном сједињењу, родила шакала. Он је стварао само неприлике. Тек после другог спајања рођени су близанци. Горњи део тела имало је људско обличје а доњи змијско. Ови духови добили су име Номо. Отишли су на небо да чују наређења творца. Са неба су видели да је њихова мајка нага. Покрили су је влакнима небеских стабљика који су били пуни сржи духова Номо. Тако је Земља добила говор, једноставан али сасвим довољан. Али шакал, њен вечити непријатељ, украо јој је одећу и постао власник говора. Тако је могао да открије тајне врховног бића и да их пренесе племенским врачевима. Земља је нељудском поступком свога сина оскрнављена. Ама је почео без ње да ствара децу. Духови Номо су приметили да су престали да се рађају близанци. Нацртали су обрисе мушког и женског тела, једно поврх другога. Од тада се човек рађа са две душе и људи су хермафродити. Душе се елиминишу обрезивањем и одсецањем клиториса, после чега се постаје прави мушкарац и права жена.

### Материјална култура
Међу прва и најважнија знања примљена директно од Номоа спадају, према митологији Догона, умеће ткања и обраде гвожђа. За ову стару земљорадничку заједницу, алат за обраду земље свакако је једна од најважнијих потреба, те су код њих, као и код других земљорадничких народа у овом делу Африке, ковачи имали изузетан положај који је објашњаван митом о њиховом пореклу и способношћу. Култни предмет који представља куку помоћу које је Номо украо комад сунца приказан је у догонској уметности рачвастим штапом са изрезбареним паром предака на дужем делу и са једним људским ликом на самом врху. Међу многобројним предметима који симболишу одређене делове догонске митологије, налази се и симбол арке-ковчега помоћу које се Номо спустио на земљу, заједно са семењем биљака, животињама и свим другим стварима које постоје на земљи. Представа арке се јавља у два различита типа предмета, чија култна или практична употреба није довољно разјашњена. Најчећше је арка представљена у виду чамца или корита, на чијим су бочним спољашњим странама изрезбарене представе Номоа са подигнутим рукама, док је на једном крају арке приказана глава коња, а на другом реп. Други тип арке, који је знатно ређи, је у виду доста великог, тешког, правоугаоног предмета од дрвета. И овде је на једној страни приказана глава коња, а на другој реп, док су површине предмета украшене резбареним представама пара Номоа са подигнутим рукама. Низови антропоморфних фигура које персонификују Номоа најчешће се налазе на малим дрвеним вратима са догонских амбара који су служили за чување житарица, али и као култна места која обезбеђују живот и опстанак породице. Дрвени стубови који држе надстрешницу сеоског форума- тогуна, украшени су двополним људским фигурама са веома малом главом и веома наглашеним мушким и женским одликама. Стубови могу бити украшени и другим мотивима који подсећају на поједине делове догонског мита о стварању света.

## Култ предака
У ужем смислу, као код већине афричких народа, култ предака чини основу религијског и друштвеног система, је породични и родовски култ, али овде је он истовремено посвећен свим прецима, на којем се приносе жртве, и где им се људи обраћају, налази се у великој кући гину, која се сматра кућом предака и у којој живи старешина породице. Према митологији Догона, када се после смрти Лебеа, појавила смрт међу људима, израђиване су статуе од дрвета да би прихватиле душе умрлих. Оне су постављене на олтаре предака, али су током времена фигуре предака, преко којих потомци долазе у везу са умрлим члановима породице и својим прецима уопште, добиле много шире значење и намену. Рађене су као посебне статуе или изрезбарене фигуре на вратима, бравама, штаповима и других предмета, фигуре предака су препознатљиве по положају и начину приказивања људског тела. Било да су рађене у геометризованом стилу или више реалистички, са заобљеним облицима, оне су увек у полуседећем или седећем положају, са савијеним ногама у коленима и рукама постављеним паралелно са телом и длановима постављеним на колена или склопљеним у крилу. Скулптура Догона, као и уметност уопште, пре свега је ликовно исказан поглед на свет. Извајано дело представља одређени језик, симбол, форму, којима се изражава уметник покушавајући да уобличи своје виђење света. Као сваки језик или симбол, уметничко дело није увек јасно дефинисано. Често поседује више значења од којих нам многа остају нејасна. Неопходно је напоменути да су многе антропоморфне скулптуре, које се некад називају фигурама предака, биле намењене другим култовима, као што је на пример култ близанаца или култ плодности, које се у извесним детаљима разликују од антропоморфних фигура које су коришћене искључиво у култу предака.